# Prava LGBT osoba u Meksiku
Prava LGBT osoba u Meksiku evoluirala su tijekom povijesti. U drevnome Meksiku, među Astecima je bilo dosta homofobije, dok su drugi narodi pokazivali toleranciju prema homoseksualnosti – Maye su imale homoerotske rituale. 
Premda su prava LGBT osoba razvijena u današnjemu Meksiku, machismo i stav Katoličke Crkve o „rodnoj ideologiji“ potpiruju homofobiju i transfobiju. Povorke ponosa postale su uobičajene.

## Prava
Pogledajte također „Povijest LGBT-a u Meksiku“.
- Istospolni su odnosi legalni u Meksiku.
- Istospolni brak legalan je[3] u cijelome Meksiku. (Pogledajte također: Istospolni brak u Meksiku)
- Dopušteno je posvajanje djece istospolnim parovima, ali pravo varira od jedne do druge savezne države.